# Kuru Monastiri
Kuru Monastiri (gr. Κουρού Μοναστήρι, tur. Çukurova) – wieś na Cyprze, w dystrykcie Nikozja.